# FloyyMenor

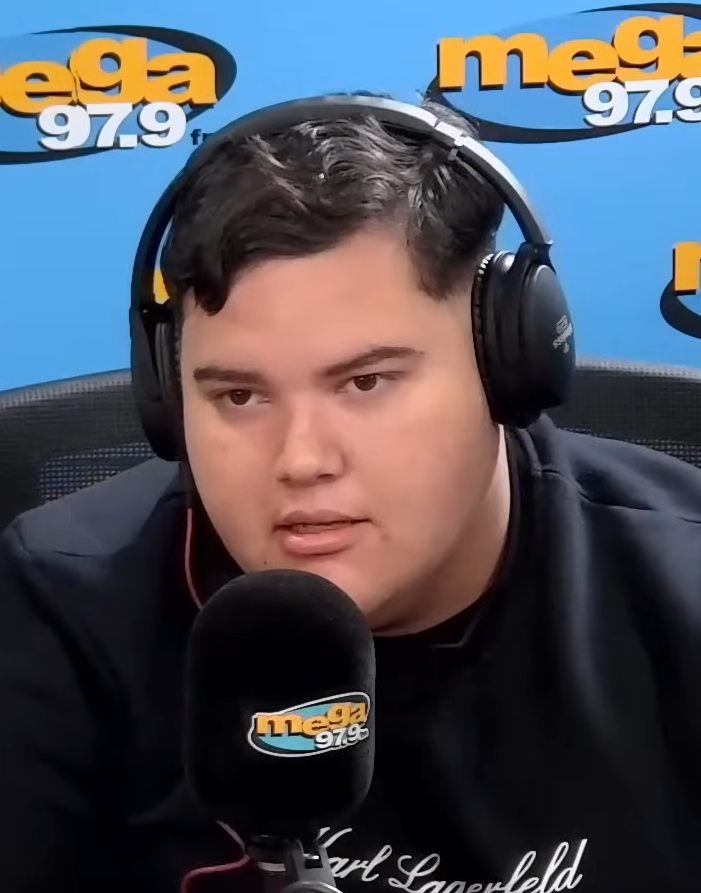
FloyyMenor (2024)

FloyyMenor (* 2005 oder 2006 in Vicuña; eigentlich Alan Felipe Galleguilos) ist ein chilenischer Reggaeton-Sänger.

## Leben
Galleguilos wurde in Vicuña in Chile geboren. seine ersten Songs erschienen 2022 auf YouTube. Er trat in verschiedenen Nachtclubs in Chile auf, obwohl er zu jener Zeit nicht einmal Alkohol trinken durfte. Sein Song Pa La Europa, ein Titel über das Verlassen von Chile nach Europa, um dort sein Glück zu finden, wurde ein regionaler Clubhit und später auch ein viraler Hit.
Im Dezember 2023 erschien sein Song Gata Only, der zunächst unbeachtet blieb. Der Sänger Cris MJ entdeckte den Song und überredete FloyyMenor zu einem Duett. Die gemeinsame Singleveröffentlichung wurde zu einem globalen Hit. In den Vereinigten Staaten wurde er der erste chilenische Künstler seit 25 Jahren, der in die Top 10 der Hot Latin Songs kam. In den Billboard Hot 100 erreichte er Platz 27.

## Diskografie

### Alben
| Jahr | Titel Musiklabel         | Höchstplatzierung, Gesamtwochen, AuszeichnungChartplatzierungen (Jahr, Titel, Musiklabel, Platzierungen, Wochen, Auszeichnungen, Anmerkungen) | Höchstplatzierung, Gesamtwochen, AuszeichnungChartplatzierungen (Jahr, Titel, Musiklabel, Platzierungen, Wochen, Auszeichnungen, Anmerkungen) | Höchstplatzierung, Gesamtwochen, AuszeichnungChartplatzierungen (Jahr, Titel, Musiklabel, Platzierungen, Wochen, Auszeichnungen, Anmerkungen) | Höchstplatzierung, Gesamtwochen, AuszeichnungChartplatzierungen (Jahr, Titel, Musiklabel, Platzierungen, Wochen, Auszeichnungen, Anmerkungen) | Höchstplatzierung, Gesamtwochen, AuszeichnungChartplatzierungen (Jahr, Titel, Musiklabel, Platzierungen, Wochen, Auszeichnungen, Anmerkungen) | Höchstplatzierung, Gesamtwochen, AuszeichnungChartplatzierungen (Jahr, Titel, Musiklabel, Platzierungen, Wochen, Auszeichnungen, Anmerkungen) | Höchstplatzierung, Gesamtwochen, AuszeichnungChartplatzierungen (Jahr, Titel, Musiklabel, Platzierungen, Wochen, Auszeichnungen, Anmerkungen) | Anmerkungen                          |
| Jahr | Titel Musiklabel         | DE | AT | CH | UK | US | Latin | ES | Anmerkungen                          |
| ---- | ------------------------ | --- | --- | --- | --- | --- | --- | --- | ------------------------------------ |
| 2024 | El comienzo Selbstverlag | — | — | CH91 (5 Wo.)CH | — | — | Latin14 (… Wo.)Latin | ES9 (44 Wo.)ES | Erstveröffentlichung: 9. August 2024 |
| 2025 | YTSQS Selbstverlag       | — | — | — | — | — | Latin34 (… Wo.)Latin | ES32 (3 Wo.)ES | Erstveröffentlichung: 11. April 2025 |

### Singles
| Jahr | Titel Album              | Höchstplatzierung, Gesamtwochen, AuszeichnungChartplatzierungen (Jahr, Titel, Album, Platzierungen, Wochen, Auszeichnungen, Anmerkungen) | Höchstplatzierung, Gesamtwochen, AuszeichnungChartplatzierungen (Jahr, Titel, Album, Platzierungen, Wochen, Auszeichnungen, Anmerkungen) | Höchstplatzierung, Gesamtwochen, AuszeichnungChartplatzierungen (Jahr, Titel, Album, Platzierungen, Wochen, Auszeichnungen, Anmerkungen) | Höchstplatzierung, Gesamtwochen, AuszeichnungChartplatzierungen (Jahr, Titel, Album, Platzierungen, Wochen, Auszeichnungen, Anmerkungen) | Höchstplatzierung, Gesamtwochen, AuszeichnungChartplatzierungen (Jahr, Titel, Album, Platzierungen, Wochen, Auszeichnungen, Anmerkungen) | Höchstplatzierung, Gesamtwochen, AuszeichnungChartplatzierungen (Jahr, Titel, Album, Platzierungen, Wochen, Auszeichnungen, Anmerkungen) | Höchstplatzierung, Gesamtwochen, AuszeichnungChartplatzierungen (Jahr, Titel, Album, Platzierungen, Wochen, Auszeichnungen, Anmerkungen) | Anmerkungen                                                  |
| Jahr | Titel Album              | DE | AT | CH | UK | US | Latin | ES | Anmerkungen                                                  |
| ---- | ------------------------ | --- | --- | --- | --- | --- | --- | --- | ------------------------------------------------------------ |
| 2024 | Gata Only El comienzo    | DE17 (31 Wo.)DE | AT6 (31 Wo.)AT | CH1 (… Wo.)CH | UK58 Silber · (17 Wo.)UK | US27 ×3Dreifachplatin · (26 Wo.)US | Latin1 ×5Fünffachdiamant · (38 Wo.)Latin                                                                                                 | ES3 ×5Fünffachplatin · (53 Wo.)ES | Erstveröffentlichung: 2. Februar 2024 feat. Cris MJ          |
| 2024 | Apaga el Cel El comienzo | — | — | — | — | — | Latin44 (2 Wo.)Latin | ES16 Platin · (18 Wo.)ES | Erstveröffentlichung: 17. Mai 2024 feat. Lewis Somes         |
| 2024 | Gata Only (Remix) –      | — | AT51 (14 Wo.)AT | — | — | — | — | ES64 (1 Wo.)ES | Erstveröffentlichung: 7. Juni 2024 feat. Anitta & Ozuna      |
| 2024 | Peligrosa El comienzo    | — | — | CH52 (29 Wo.)CH | — | US— GoldUS | Latin19 ×7Siebenfachplatin · (20 Wo.)Latin                                                                                               | ES4 ×2Doppelplatin · (34 Wo.)ES | Erstveröffentlichung: 12. Juli 2024                          |
| 2024 | Después de la 1 –        | — | — | — | — | — | Latin9 (20 Wo.)Latin | ES14 Platin · (12 Wo.)ES | Erstveröffentlichung: 12. September 2024 mit Cris MJ & Louki |

Weitere Singles
- 2022: Plata Enpaca (mit Sebv 970, BassThian KinG & Young Bloppa)
- 2023: Por Ti Jalo Gatillo
- 2023: Gabbana
- 2023: Pa la Europa
- 2023: to lo que usa e caro
- 2023: und star
- 2023: Ricky Ricon (mit Aqua VS & Lewis Somes)
- 2023: Librando De Poli
- 2023: Santa Catalina
- 2023: Llegamos
- 2023: Pa la Europa (mit 4ndy)
- 2024: Que Quieres? (mit Thief Mafia & Ugly Duck)
- 2024: Me Gusta (mit Lucky Brown)
- 2024: Gata Trata (mit Chiko Alfa)
- 2024: A Poka Luz

## Auszeichnungen für Musikverkäufe
| Goldene Schallplatte - Dänemark - 2025: für die Single Gata Only - Griechenland - 2025: für die Single Peligrosa - Italien - 2024: für die Single Peligrosa - 2025: für das Album El comienzo Platin-Schallplatte - Belgien - 2024: für die Single Gata Only | 2× Platin-Schallplatte - Griechenland - 2024: für die Single Gata Only 3× Platin-Schallplatte - Italien - 2024: für die Single Gata Only Diamantene Schallplatte - Frankreich - 2024: für die Single Gata Only |

Anmerkung: Auszeichnungen in Ländern aus den Charttabellen bzw. Chartboxen sind in ebendiesen zu finden.
| Land/RegionAuszeichnungen für Musikverkäufe (Land/Region, Auszeichnungen, Verkäufe, Quellen) | Silber  | Gold     | Platin       | Diamant     | Verkäufe  | Quellen             |
| -------------------------------------------------------------------------------------------- | ------- | -------- | ------------ | ----------- | --------- | ------------------- |
| Belgien (BRMA)                                                                               | —       | —        | Platin1      | —           | 40.000    | ultratop.be         |
| Dänemark (IFPI)                                                                              | —       | Gold1    | —            | —           | 45.000    | ifpi.dk             |
| Frankreich (SNEP)                                                                            | —       | —        | —            | Diamant1    | 333.333   | snepmusique.com     |
| Griechenland (IFPI)                                                                          | —       | Gold1    | 2× Platin2   | —           | 50.000    | Einzelnachweise     |
| Italien (FIMI)                                                                               | —       | 2× Gold2 | 3× Platin3   | —           | 375.000   | fimi.it             |
| Spanien (Promusicae)                                                                         | —       | —        | 9× Platin9   | —           | 540.000   | elportaldemusica.es |
| Vereinigte Staaten (RIAA)                                                                    | —       | Gold1    | 10× Platin10 | 5× Diamant5 | 3.500.000 | riaa.com            |
| Vereinigtes Königreich (BPI)                                                                 | Silber1 | —        | —            | —           | 200.000   | bpi.co.uk           |
| Insgesamt                                                                                    | Silber1 | 5× Gold5 | 25× Platin25 | 6× Diamant6 |           |                     |